# NVIS

Markvågen (blå) – rymdvågen (röd).

Near Vertical Incidence Skywave (NVIS) är ett sätt att på kortvåg via jonosfären få radioförbindelse på korta avstånd (c:a 300–500 km) utan förekomst av skip-zon ("död zon").
Principen är att frekvensen är så låg att elektronskikten i jonosfären kan reflektera infallande strålning rakt ner. Därför används frekvenser under 10 MHz. Som antenn kan man ha en horisontell lågt hängande dipol.